# Dulce Pássaro
Dulce dos Prazeres Fidalgo Álvaro Pássaro (ur. 23 listopada 1953 w Oliveira do Hospital) – portugalska inżynier i urzędnik państwowy, w latach 2009–2011 minister ochrony środowiska i planowania przestrzennego.

## Życiorys
Absolwentka inżynierii chemicznej w Instituto Superior Técnico w ramach Universidade Técnica de Lisboa (1976). W 1982 specjalizowała się z inżynierii sanitarnej na Universidade Nova de Lisboa. Początkowo pracowała w instytucie politechnicznym w miejscowości Covilhã. Od 1977 zawodowo związana z instytucjami zajmującymi się ochroną środowiska, zasobami wodnymi i gospodarką odpadami. W latach 1990–1993 kierowała wydziałem odpadów w dyrekcji generalnej ds. jakości środowiska (Direcção Geral da Qualidade do Ambiente), następnie do 1997 była dyrektorem departamentu odpadów i recyklingu w tej instytucji. Później do 2000 stała na czele departamentu zajmującego się odpadami (Instituto dos Resíduos), a następnie do 2003 na czele całej instytucji. Od 2003 do 2009 wchodziła w skład zarządu Instituto Regulador de Águas e Resíduos, instytutu do spraw regulacji dotyczących gospodarki wodnej i odpadów.
W październiku 2009 objęła stanowisko ministra ochrony środowiska i planowania przestrzennego w drugim rządzie José Sócratesa; zajmowała je do czerwca 2011.